# Tourist Trophy 1965
Il Tourist Trophy fu la quinta prova del motomondiale 1965, nonché la 47ª edizione della prova.
Si svolse il 14, il 16 e il 18 giugno 1965 e vi corsero tutte le classi disputate in singolo, nonché i sidecar. Gareggiarono per prime il 14 giugno la 250 e i sidecar, il 16 si svolsero le gare della 350 e della 125, il 18 giugno quelle della 50 e della 500; tutte le prove si svolsero sul circuito del Mountain.
I vincitori furono: Mike Hailwood che si impose nella classe 500 in sella a MV Agusta, Jim Redman nella 350 e nella 250 su Honda, Phil Read in 125 su Yamaha (alla prima vittoria in questa cilindrata) e Luigi Taveri in 50 su Honda; l'equipaggio tedesco Max Deubel/Emil Hörner si impose tra i sidecar.

## Classe 500
Al Senior TT, gara conclusiva del gran premio disputata venerdì 18 giugno con condizioni atmosferiche avverse, furono 66 i piloti alla partenza e 31 vennero classificati al termine della gara. Tra i piloti ritirati vi furono Giacomo Agostini, Paddy Driver, Stuart Graham, Derek Minter e Bill Ivy.

### Arrivati al traguardo (prime 20 posizioni)
| Pos. | Pilota             | Moto      | Tempo      | Punti |
| ---- | ------------------ | --------- | ---------- | ----- |
| 1    | Mike Hailwood      | MV Agusta | 2h 28:09.0 | 8     |
| 2    | Joe Dunphy         | Norton    | +2:19.8    | 6     |
| 3    | Mike Duff          | Matchless | +6:03.0    | 4     |
| 4    | Ian Burne          | Norton    | +6:52.6    | 3     |
| 5    | Selwyn Griffiths   | Matchless | +7:59.6    | 2     |
| 6    | William McCosh     | Matchless | +8:10.4    | 1     |
| 7    | Alan Dugdale       | Norton    | +9:10.6    |       |
| 8    | Gyula Marsovszky   | Matchless | +9:16.4    |       |
| 9    | Jack Ahearn        | Norton    | +10:14.4   |       |
| 10   | Jack Findlay       | Matchless | +12:01.6   |       |
| 11   | Dave Croxford      | Matchless | +12:33.8   |       |
| 12   | Billie Nelson      | Norton    | +12:42.6   |       |
| 13   | Gordon Keith       | Norton    | +13:37.0   |       |
| 14   | Tony Willmott      | Norton    | +14:24.8   |       |
| 15   | Derek Lee          | Matchless | +15:19.6   |       |
| 16   | Hans-Otto Butenuth | BMW       | +17:00.4   |       |
| 17   | Charlie Ward       | Norton    | +17:06.2   |       |
| 18   | Dan Shorey         | Norton    | +17:14.8   |       |
| 19   | John Simmonds      | Norton    | +17:24.2   |       |
| 20   | Robert Haldane     | Matchless | +18:01.2   |       |

## Classe 350
Allo Junior TT furono 92 i piloti alla partenza e 49 quelli classificati al termine della corsa. Tra i ritirati vi furono Mike Hailwood, Bill Ivy, Mike Duff, Renzo Pasolini, Jack Findlay, František Šťastný, Tarquinio Provini, Alberto Pagani, Paddy Driver, Dave Simmonds e Derek Minter.

### Arrivati al traguardo (prime 10 posizioni)
| Pos. | Pilota           | Moto      | Tempo      | Punti |
| ---- | ---------------- | --------- | ---------- | ----- |
| 1    | Jim Redman       | Honda     | 2h 14:52.2 | 8     |
| 2    | Phil Read        | Yamaha    |            | 6     |
| 3    | Giacomo Agostini | MV Agusta |            | 4     |
| 4    | Bruce Beale      | Honda     |            | 3     |
| 5    | Griff Jenkins    | Norton    |            | 2     |
| 6    | Gilberto Milani  | Aermacchi |            | 1     |
| 7    | Chris Conn       | Norton    |            |       |
| 8    | Brian Setchell   | Aermacchi |            |       |
| 9    | Joe Dunphy       | Norton    |            |       |
| 10   | Bill Smith       | AJS       |            |       |

## Classe 250
Nel Lightweight TT furono 76 i piloti iscritti e 25 quelli classificati al termine della prova. Tra i ritirati vi furono Gyula Marsovszky, Bill Ivy, Alberto Pagani, Renzo Pasolini, Phil Read, Barry Smith, Tommy Robb e Dave Simmonds.
Curiosamente nelle prime 10 posizioni risultarono rappresentate 9 case motociclistiche diverse.

### Arrivati al traguardo (prime 10 posizioni)
| Pos. | Pilota            | Moto       | Tempo      | Punti |
| ---- | ----------------- | ---------- | ---------- | ----- |
| 1    | Jim Redman        | Honda      | 2h 19:45.8 | 8     |
| 2    | Mike Duff         | Yamaha     |            | 6     |
| 3    | Frank Perris      | Suzuki     |            | 4     |
| 4    | Tarquinio Provini | Benelli    |            | 3     |
| 5    | František Šťastný | Jawa       |            | 2     |
| 6    | Dave Williams     | FB Mondial |            | 1     |
| 7    | Gilberto Milani   | Aermacchi  |            |       |
| 8    | Brian Setchell    | Aermacchi  |            |       |
| 9    | Derek Minter      | Cotton     |            |       |
| 10   | Jack Findlay      | DMW        |            |       |

## Classe 125
Nell'Ultra-Lightweight TT furono 67 i piloti alla partenza e 43 classificati al traguardo. Tra i ritirati vi furono Frank Perris, Dave Simmonds e Bruce Beale.

### Arrivati al traguardo (prime 10 posizioni)
| Pos. | Pilota        | Moto    | Tempo      | Punti |
| ---- | ------------- | ------- | ---------- | ----- |
| 1    | Phil Read     | Yamaha  | 1h 12:02.6 | 8     |
| 2    | Luigi Taveri  | Honda   |            | 6     |
| 3    | Mike Duff     | Yamaha  |            | 4     |
| 4    | Derek Woodman | MZ      |            | 3     |
| 5    | Hugh Anderson | Suzuki  |            | 2     |
| 6    | Ralph Bryans  | Honda   |            | 1     |
| 7    | Bill Ivy      | Yamaha  |            |       |
| 8    | Ernst Degner  | Suzuki  |            |       |
| 9    | Kel Cass      | Bultaco |            |       |
| 10   | Ian Burne     | Bultaco |            |       |

## Classe 50
Nella gara riservata alla cilindrata minore furono 23 i piloti alla partenza e 10 risulta abbiano passato la linea del traguardo; tra i ritirati vi furono Ralph Bryans, Mitsuo Itoh e Dave Simmonds.

### Arrivati al traguardo
| Pos. | Pilota           | Moto   | Tempo      | Punti |
| ---- | ---------------- | ------ | ---------- | ----- |
| 1    | Luigi Taveri     | Honda  | 1h 25:15.6 | 8     |
| 2    | Hugh Anderson    | Suzuki |            | 6     |
| 3    | Ernst Degner     | Suzuki |            | 4     |
| 4    | Charlie Mates    | Honda  |            | 3     |
| 5    | Ian Plumridge    | Derbi  |            | 2     |
| 6    | Leslie Griffiths | Honda  |            | 1     |
| 7    | Jim Pink         | Honda  |            |       |
| 8    | Brian Kettle     | Honda  |            |       |
| 9    | George Ashton    | Honda  |            |       |
| 10   | K Burgess        | Itom   |            |       |

## Sidecar TT
Si trattò della 85ª prova disputata per le motocarrozzette dall'istituzione del motomondiale. Disputata sulla distanza di 3 giri, furono 44 equipaggi alla partenza e 28 al traguardo. Tra i ritirati l'equipaggio condotto da Colin Seeley.

### Arrivati al traguardo (posizioni a punti)
| Pos | Pilota                | Passeggero     | Moto | Tempo      | Punti |
| --- | --------------------- | -------------- | ---- | ---------- | ----- |
| 1   | Max Deubel            | Emil Hörner    | BMW  | 1h 14:59.8 | 8     |
| 2   | Fritz Scheidegger     | John Robinson  | BMW  |            | 6     |
| 3   | Georg Auerbacher      | Peter Rykers   | BMW  |            | 4     |
| 4   | Heinz Luthringshauser | Hermann Hahn   | BMW  |            | 3     |
| 5   | Chris Vincent         | Terry Harrison | BSA  |            | 2     |
| 6   | Charlie Freeman       | Billie Nelson  | BMW  |            | 1     |